# Karl Schön (Maler)
Karl Adolph Schön, auch Carl Schön (* 7. September 1868 in Berlin; † 10. Dezember 1945 ebenda), war ein deutscher Marinemaler.

## Leben
Karl Schön war ein Sohn des Assekuranzbeamten Gustav Adolph Schön und dessen Frau Luise Ernestine, geb. Räcke. Er war ein Schüler des Marinemalers Karl Saltzmann an der Berliner Kunstakademie. Ab Ende der 1890er Jahre war er in den Berliner Adressbüchern als Marinemaler verzeichnet. 1902 unternahm er gemeinsam mit dem Marinemaler Wilhelm Malchin auf einem Schiff der Hamburg-Amerika-Linie eine Seereise, die sie von Hamburg über Antwerpen nach Veracruz in Mexiko führte. Beide waren in den Passagierlisten als Marinemaler aufgeführt. Ob die Reise mit Illustrationsaufträgen der Reederei verbunden war, kann vermutet werden. Zwischen 1897 und 1904 war er regelmäßig mit seinen Werken vertreten auf der Großen Berliner Kunstausstellung (GBK).

## Werke (Auswahl)
- S.M. Kreuzerkorvette „Fürst Bismarck“ auf hoher See, GBK 1899[5]
- Hafenmotiv im Winter, GBK 1899[6]
- S.M. Linienschiff „Kaiser Friedrich III.“, GBK 1900
- Hochseeschlepper, GBK 1901
- Hamburger Hafenbild (Winter), GBK 1901[7]
- S.M. Schulschiff „Charlotte“, GBK 1902
- Hamburger Hafen – Winter, GBK 1904